# مجلة الحجاز
مجلة الحجاز مجلة إلكترونية شهرية معارضة لنظام الحكم السعودي تصدر عن الجمعية الوطنية الحجازية.

## نبذة
صدر العدد الأول منها في 15 نوفمبر 2002، وما زالت مداومة على الصدور الشهري، وتبث أعدادها على الإنترنت كما توفر إرشيفاً كاملاً لجميع الأعداد السابقة.
تعالج المجلة قضايا منطقة الحجاز تحت حكم أسرة آل سعود، وتطرح ملفات رصينة حيال الانتهاكات الإنسانية والحقوقية والثقافية التي تمارسها سلطات الحكومة السعودية وسلطات رجال الدين المتشددين ضد منطقة الحجاز والمناطق الأخرى في شبه الجزيرة العربية.

## وصلات خارجية
موقع المجلة على الإنترنت ..محجوب داخل السعودية 
هبة بريس
Http: